# Amélie Beaury-Saurel
Amélie Beaury-Saurel est une peintre et illustratrice française née le 19 décembre 1848 à Barcelone (Espagne) et morte à Paris 17e le 30 mai 1924.

## Biographie

### Origines et formation
Amélie Elise Anna Beaury nait à Barcelone en 1848 de Camille Georges Beaury et Irma Catalina Saurel, originaire de l'aristocratie gréco-corse. Tous deux d’origine française, ils s’étaient établis dans la ville en 1845 pour y fonder une fabrique de tapis et de tapisseries, la « Saurel, Beaury y Compañía ». Amélie a deux sœurs, Irmeta et Dolores. À la fin des années 1850, la mort de son père sonne le glas de la prospérité familiale et sa mère quitte Barcelone pour Paris où elle fait donner à ses filles une formation de peinture sur porcelaine, afin qu'elles acquièrent un métier. Irmeta Beaury, peintre sur porcelaine et peintre d'éventails, participera plusieurs fois au Salon,. Amélie considère la peinture sur porcelaine comme une activité commerciale sans créativité, et Madame Beaury l'inscrit au Louvre comme copiste, où elle reçoit des compliments de Joseph-Nicolas Robert-Fleury pour sa copie du Christ en croix de Rubens,. Amélie devient élève de Pauline Coeffier, Jules Joseph Lefebvre, Tony Robert-Fleury et Jean-Paul Laurens à l'Académie Julian.

### Carrière
Amélie signe Beaury-Saurel par attachement à la famille de sa mère. Elle est essentiellement une peintre de portraits.
Elle expose au Salon à partir de 1874. Elle est reconnue comme une artiste majeure dès le salon de 1880[réf. nécessaire]. Elle obtient une troisième médaille en 1885 avec son Portrait de Mlle S…, remarqué par Véron, une médaille de bronze à l'Exposition universelle de 1889, et est première médaille à Barcelone la même année. Elle est membre de l'Union des femmes peintres et sculpteurs où elle expose des portraits dès 1888,. Elle expose aux artistes français jusqu'en 1924.
Elle devient rapidement une portraitiste renommée auprès d'une clientèle aisée et est recommandée très tôt pour son talent par Léon Bonnat.
Elle réalise des illustrations pour différentes revues dont La Revue illustrée (1886) et L’Art et la Mode (1893). Elle reçoit le prix d'honneur de l'exposition Blanc et Noir (où elle envoie crayons et fusains) en 1891 pour son tableau intitulé Le travail de M. Frey, Maître d'armes.
Elle épouse Rodolphe Julian le 9 janvier 1895 et s'investit dans l'enseignement à l'Académie tout en continuant sa carrière de portraitiste. Dans son journal, Marie Bashkirtseff (également élève de Julian) parle avec un brin d'agacement de l'Espagnole… Elle est amie avec une autre élève célèbre, Louise Catherine Breslau.
Elle expose à Londres (1902), Bruxelles, Liverpool et Tananarive.
Après la mort de son mari, ainsi que de sa mère, début 1907, elle dirige l'Académie, avec l'aide de ses neveux Gilbert et Jacques Dupuis, enfants de sa sœur Dolorès. Elle acquiert et aménage à Lapalud le « Château Julian » en mémoire de son mari, né dans ce village de Provence.
Elle est faite Chevalier de la Légion d'honneur en 1923.

### Nos éclaireuses, œuvre-repère du féminisme
Amélie Beaury-Saurel réalise de nombreux portraits de femmes ayant acquis une stature sociale, et une partie de son œuvre peut être considérée  comme un manifeste féministe ; son travail a contribué à promouvoir l’élimination des stéréotypes dans la représentation des femmes dans les arts,, et sa carrière contribue à l'avènement de la femme moderne s'émancipant des préjugés sociaux.
En 1891, elle peint une allégorie du travail incarnée par une artiste, que le journal La Joie de la maison utilisera en 1893 comme illustration d’un article en faveur de l’entrée des femmes à l’École des beaux-arts.
En 1893, elle peint, dans une sensuelle robe blanche entourée de couleurs chaudes, un œillet rouge à la ceinture en marqueur politique, le portrait de Séverine (Caroline Rémy), journaliste et féministe engagée aux côtés de Marguerite Durand.

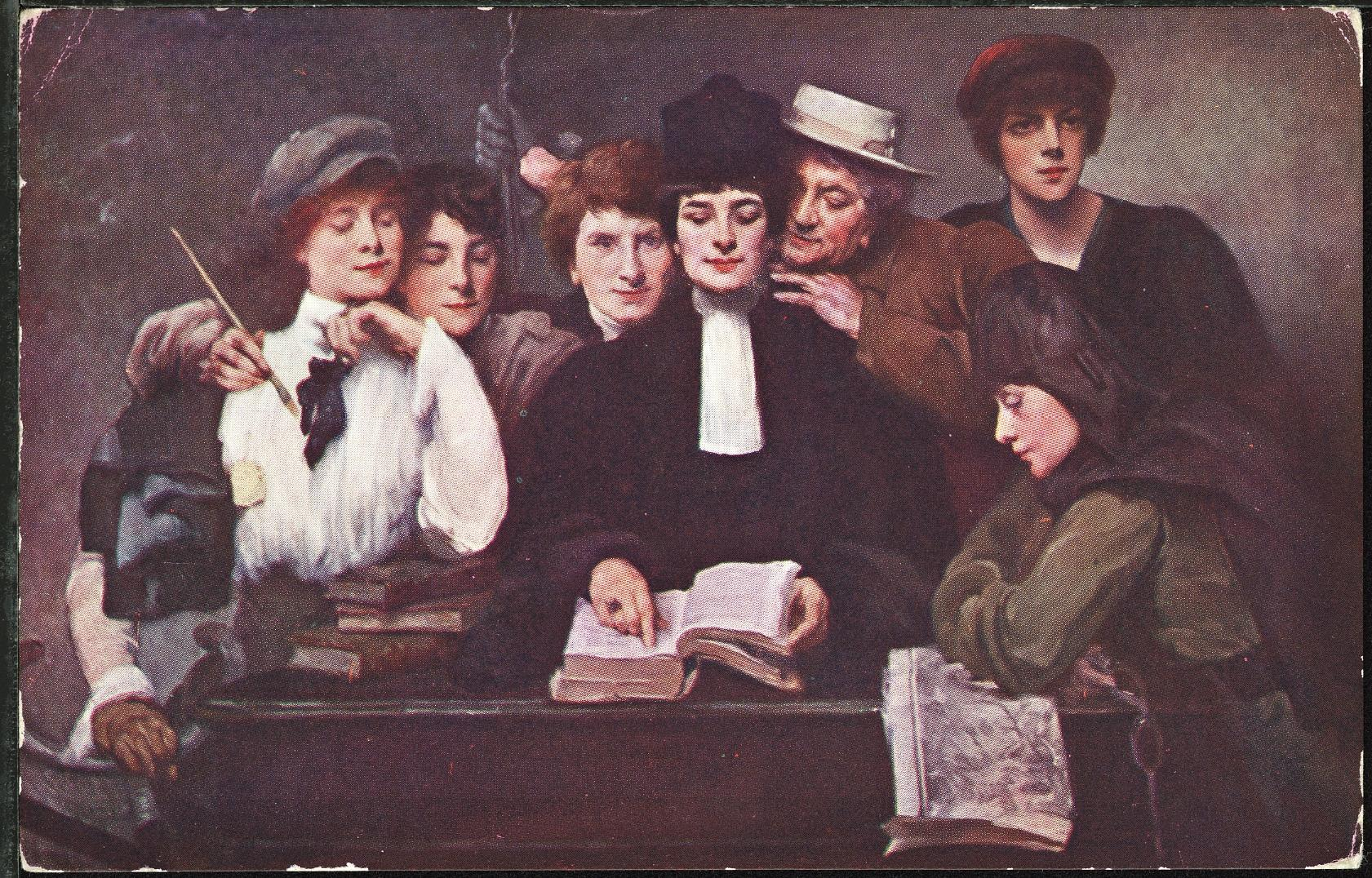
Carte postale reproduisant le tableau Nos éclaireuses, exposé au Salon de Paris en 1914.

Au Salon en 1914, elle expose un tableau intitulé Nos éclaireuses. Celui-ci présente sept femmes pionnières dont la poétesse Lucie Delarue-Mardrus, l'aviatrice Hélène Dutrieu, l'avocate Suzanne Grumberg, la peintre Mme Henri Rochefort, née Marguerite Vervoort, une cochère et une cycliste. Les femmes s'y unissent en signe de solidarité et de la cause féministe. Cette œuvre repère dans l'histoire du féminisme, incarnant la récente et progressive conquête de domaines traditionnellement réservés aux hommes, a sans doute été inspirée par la pièce éponyme de Maurice Donnay, jouée en 1913,,,.
Au début des années 1900, son image est utilisée sur l’étiquette du parfum La Féria de la maison Lenthéric, qui, comme le décrit sa publicité, s’adresse aux femmes indépendantes et créatives, traits symbolisés par Beaury-Saurel.
À la Société des Artistes Français, Beaury-Saurel contribue à l'admission d'artistes femmes telles que Francine Richard-Hennecart, Laure Boucher, Renée de Royer, Marthe Debes, Marguerite Babin, etc.
Elle décède à son domicile du 93 avenue Niel à Paris en 1924. Elle est inhumée au cimetière du Père-Lachaise. Elle tombe dans l’oubli, comme beaucoup d'artistes de sa génération, effacée par les avant-gardes et le modernisme. Elle est peu-à-peu redécouverte au travers des travaux de recherche et expositions consacrés à l'Académie Julian.

## Liste des œuvres
- 1873 - Christ en croix (d'après Rubens), église Saint-Étienne, Issy-les-Moulineaux
- 1880 - Portrait de Léon Say, Musée de Louviers[22]
- 1884 - Portrait d'une femme noire, Collection Hérold
- 1890 - Académie, Toulouse, Musée des Augustins
- 1891 - Le Travail de M. Frey, Maître d'armes
- 1892 - Deux Vaincues , Mulhouse, Musée des beaux-arts
- 1893 - Portrait de Séverine, Paris, Musée Carnavalet
- 1894 - Dans le bleu (pastel), Toulouse, Musée des Augustins[23]
- 1894 - Le Repos du modèle, Musée d'Amiens
- 1894 - Portrait d'Arlette Dupuis, Collection Hérold
- 1894 - Portrait de Jacques Dupuis, Collection Hérold
- 1896 - L'écrivain public, Barbezieux-Saint-Hilaire, Musée Getreaud
- 1897 - Barcelone, Barbezieux-Saint-Hilaire, Musée Getreaud
- 1899 - Après déjeuner, Toulouse, Musée des Augustins
- 1899 - Salon de Paris de 1899 / Portrait de M. Alexis Ballot-Beaupré (1836-1917), président de la chambre civile de la Cour de Cassation[24] ; Portrait de Mme Daniel Lesueur (1854-1921), femme de lettres.
- 1903 - Salon de Paris de 1903 / Portrait de femme dans le train
- 1913 - Portrait de Mme G. C…
- 1914 - Nos éclaireuses
- 1914 - Portrait d'Adrienne Siou, Collection Hérold
- 1919 - Jean-Paul Laurens (1838-1921), Paris, Musée d'Orsay
- 1922 - Portrait de Gilbert Dupuis, Collection Hérold
- 1923 - Portrait de Léonce Bénédite (1859-1925) conservateur du Musée du Luxembourg Paris, Musée d'Orsay

## Galerie

1893 Portrait de Séverine, Paris, Musée Carnavalet.
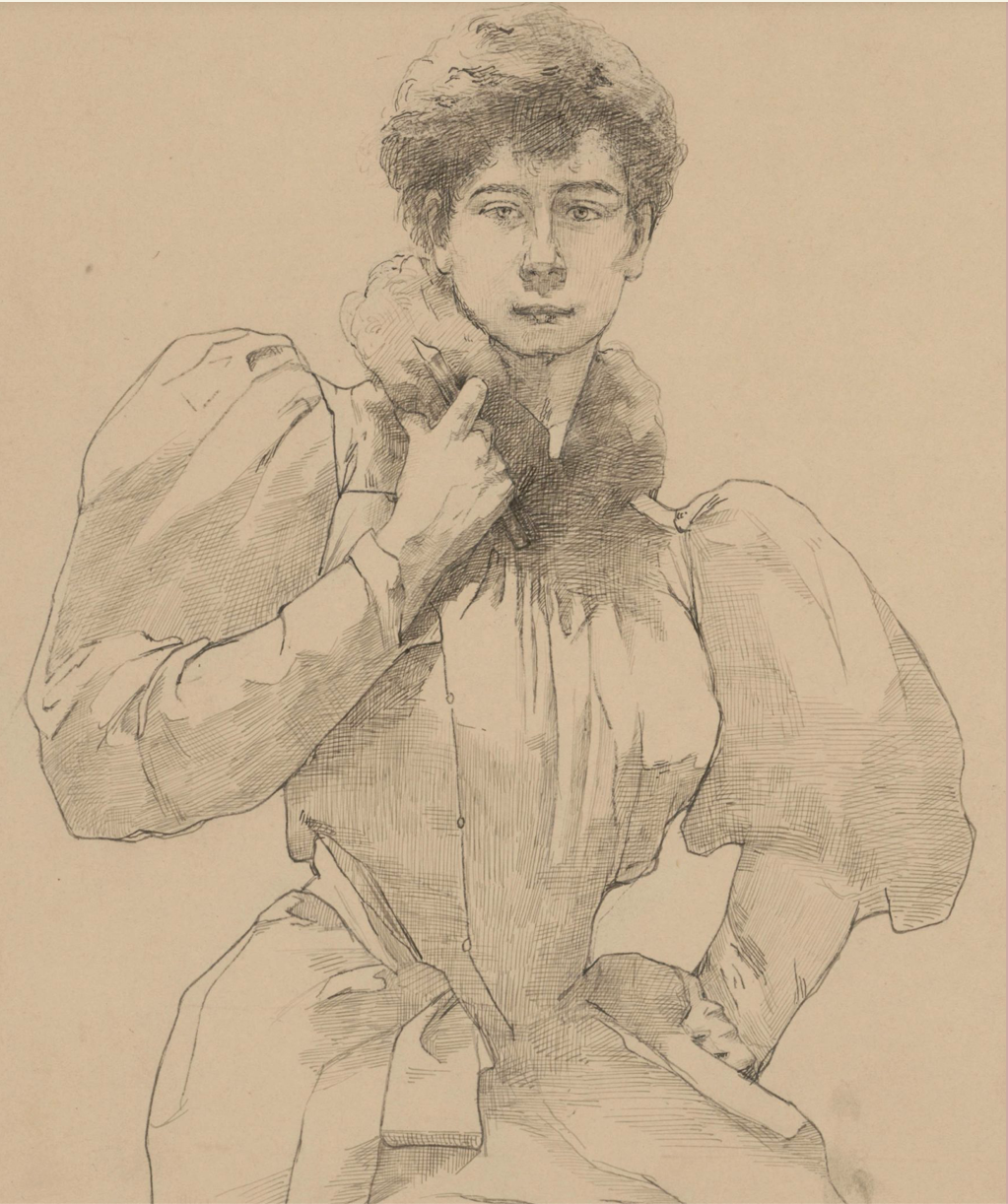
1894 Autoportrait (Biblioteca Nacional de España).
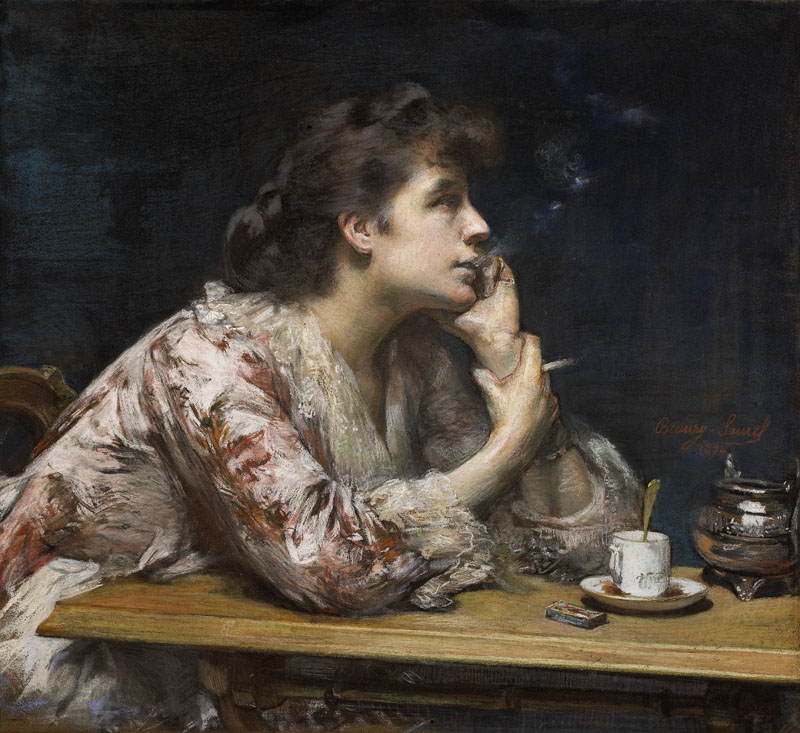
1894 Dans le bleu, Toulouse, musée des Augustins.
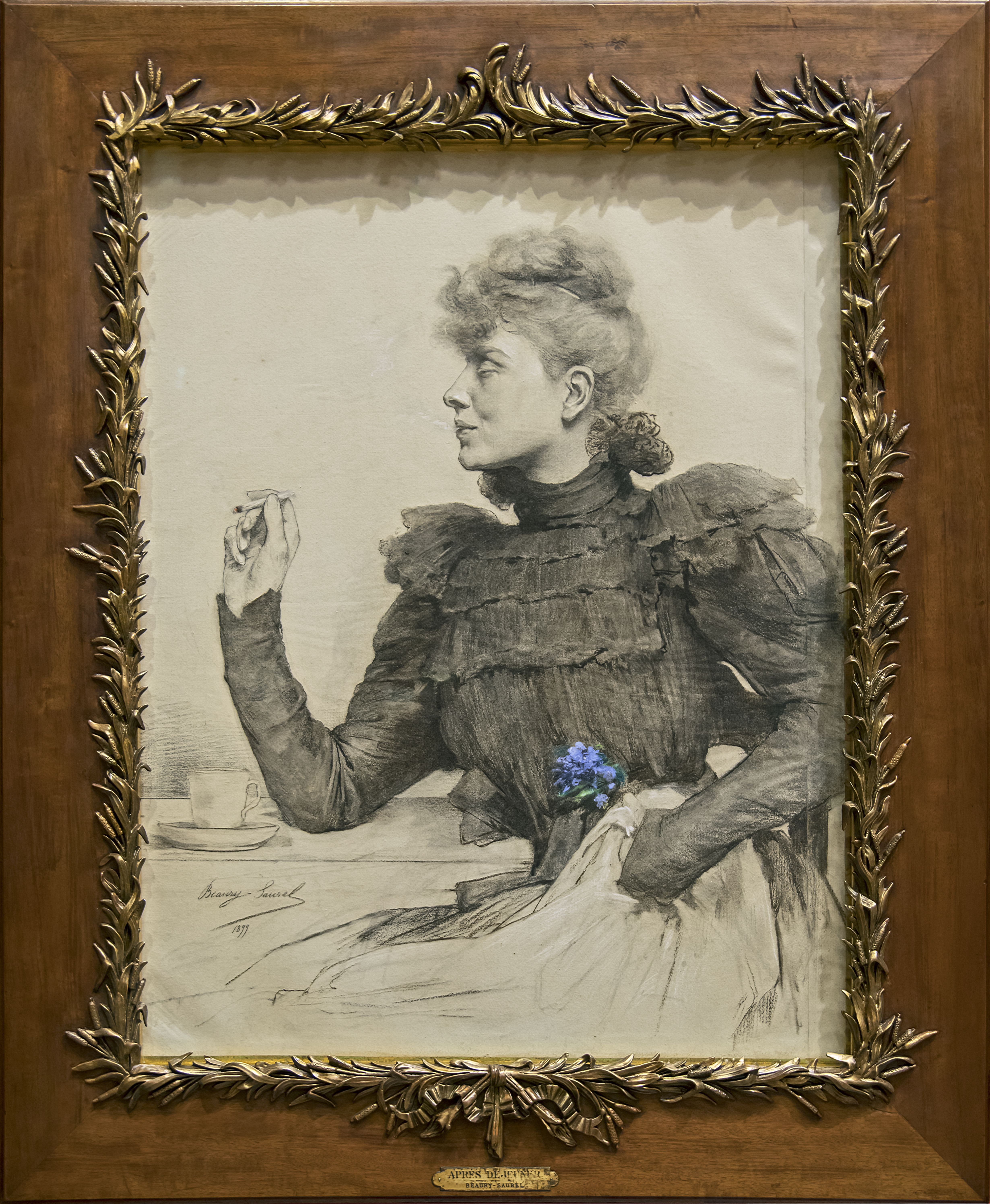
1899 Après déjeuner, Toulouse, musée des Augustins.
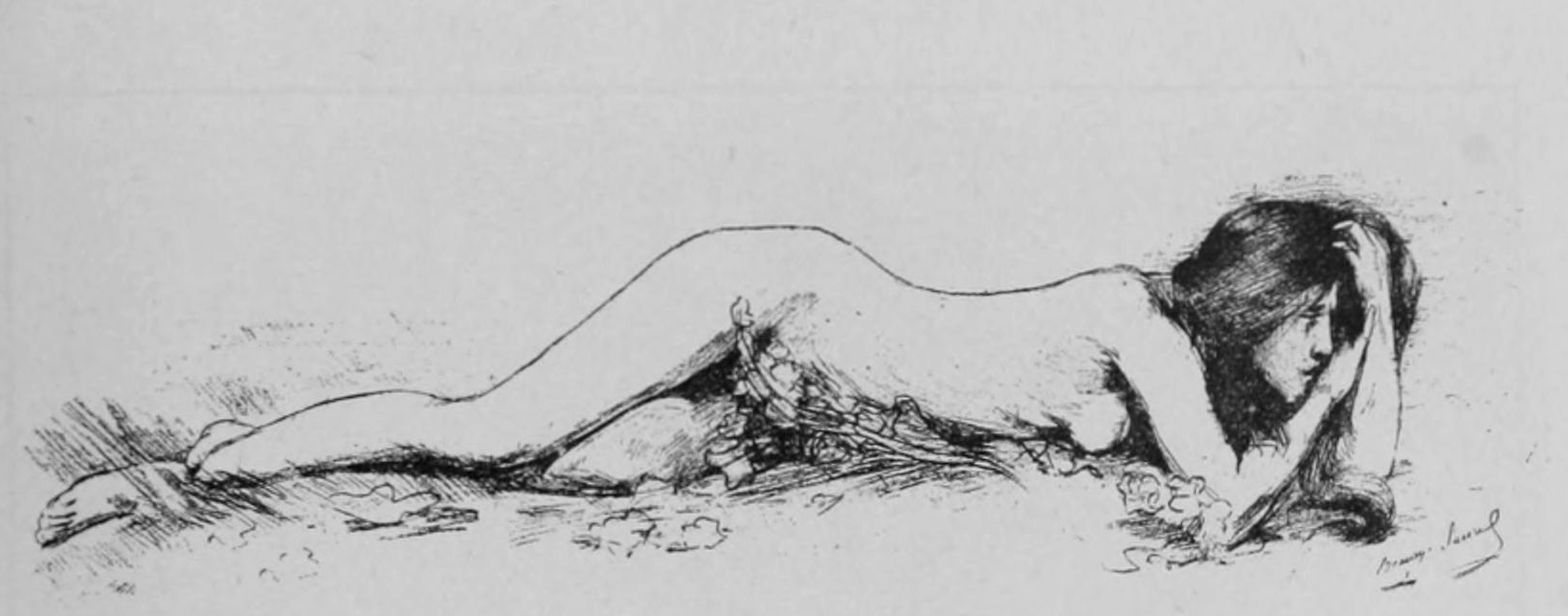
Ève, exposée au Salon de 1901.
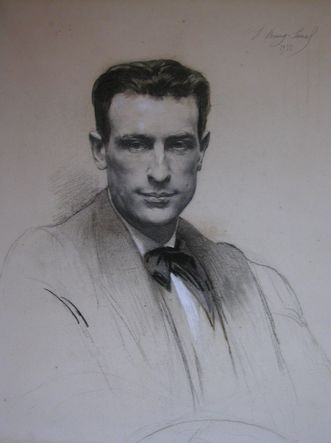
1920 Gilbert Dupuis.

## Expositions rétrospectives
- La Roche-sur-Yon, Espace Malraux, 2023 : Exposition Nos Éclaireuses[25].